# 生起次第
生起次第（藏語：བསྐྱེད་རིམ，威利转写：bskyed rim，THL：kye rim），又譯鄔巴底札瑪，藏傳佛教術語，為無上瑜伽部禪定修持法之一，相當於唐密中的胎藏界。受無上瑜伽部初灌時，開始修持生起次第，完成生起次第，就可以進一步學習圓滿次第。

## 釋義
生起次第，梵語名稱是“鄔巴底札瑪”（utpattikrama），意為使生長或創新。
在修行生起次第法時，要先得到上師的加持灌頂。之後在佛像或曼陀羅唐卡之前靜坐，觀想本尊的外貌以及曼陀羅壇城。經由觀想本尊及曼荼羅壇城，生起佛慢，了解自己與佛陀無異，進入三摩地之中，而得到內在證悟。
它是藉由修持三身，進入創造瑜伽，而得到證悟的過程。在修行中，將死亡引入法身，中陰身引入報身，再生引入化身，以淨化自身。在修持的過程中，學者將自己的身心，感知為佛（或是本尊、金剛護法等）的身心，升起佛慢，得以進入三摩地，最終得到明晰顯相，成就佛的法身、報身、化身(即身成佛)。